# Bunopus
Genre
Bunopus est un genre de geckos de la famille des Gekkonidae.

## Répartition
Les trois espèces de ce genre se rencontrent dans le sud-ouest de l'Asie.

## Description
Ce sont des geckos nocturnes et terrestres.

## Liste des espèces
Selon The Reptile Database (22 décembre 2015) :
- Bunopus blanfordii Strauch, 1887
- Bunopus crassicauda Nikolsky, 1907
- Bunopus tuberculatus Blanford, 1874

## Publication originale
- Blanford, 1874 : Descriptions of new lizards from Persia and Baluchistàn. Annals and Magazine of Natural History, sér. 4, vol. 13, p. 453-455 (texte intégral).